# Prieuré de Leez
Le prieuré de Leez (en anglais : Leez Priory) est une résidence de campagne du XVIe siècle située dans le village de Little Leighs (en) et la cité de Chelmsford, dans l'Essex, en Angleterre. Elle est traversée par la limite des paroisses civiles de Felsted et de Great Waltham. Elle est classée monument de Grade I depuis 1952.

## Histoire
En 1220, Sir Ralph Gernon décide de bâtir un monastère dans le hameau de Leez, sur un terrain pentu au bord de la rivière Ter. Son prieuré augustin prospère durant 300 ans. Lors de la Dissolution des monastères (1538–1541), le roi Henry VIII envoie Richard Rich pour mener à bien la fermeture du prieuré. Quand Rich devient comte de Warwick, il fait construire sa résidence sur le site de l'ancien prieuré de Leez. Les ruines du monastère sont encore visibles au sud des bâtiments actuels. Des conduits d'écoulement souterrains sont encore présents.
Les années suivantes, la résidence accueille les comtes de Warwick. Le domaine est visité par les reines Marie Ire et Élisabeth Ire et d'autres nobles de l'époque.
Dans son livre sur les origines de la Première révolution anglaise, John Adamson souligne la somptuosité et le radicalisme politique du prieuré de Leez au XVIIe siècle. Il affirme qu'en 1640, le prieuré et son propriétaire, Rich, sont le « centre moral et géographique » de l'opposition au Roi.
La majeure partie du prieuré est démolie en 1753. À cette époque, la propriété appartient au Guy's Hospital de Londres, qui en est toujours le propriétaire en 1910. Pendant un temps, la propriété est louée comme résidence.
À la fin des années 1980, la résidence est rachetée par son propriétaire actuel, The Country House Weddings Group. En mai 1995, elle devient la première résidence de campagne d'Angleterre à obtenir l'autorisation d'accueillir des cérémonies de mariages civils.
La résidence est classée monument de Grade I en 1952.